# Веселогірська волость
Веселогірська волость — історична адміністративно-територіальна одиниця Слов'яносербського повіту Катеринославської губернії.
Станом на 1886 рік складалася з 4 поселень, 5 сільських громад. Населення — 2054 особи (1055 чоловічої статі та 999 — жіночої), 304 дворових господарства.
|                     | Площа, десятин | У тому числі орної, десятин |
| ------------------- | -------------- | --------------------------- |
| Сільських громад    | 2784           | 2380                        |
| Приватної власності | 8369           | 4750                        |
| Іншої власності     | 238            | 120                         |
| Загалом             | 11391          | 7250                        |

Найбільше поселення волості:
- Веселогірське (Лікарське) — власницьке містечко при річці Сіверський Донець за 25 верст від повітового міста, 845 осіб, 154 двори, православна церква, школа, лавка, винокурний завод, паровий млин, 2 ярмарки на рік.
- Раївка — власницьке село при річці Сіверський Донець, 538 осіб, 80 дворів.